# Hilary e Jackie
Hilary and Jackie (prt/bra: Hilary e Jackie) é um filme britânico de 1998, do gênero drama biográfico-musical, dirigido por Anand Tucker, com roteiro de Frank Cottrell Boyce baseado no livro A Genius in the Family: An Intimate Memoir of Jacqueline du Pré, de Piers e Hilary du Pré, sobre a vida e carreira da violoncelista Jacqueline du Pré, irmã de ambos e que morreu de esclerose múltipla aos 42 anos.

## Prêmios e indicações
| Prêmio/evento      | Categoria                   | Recipiente                                                           | Situação                    |
| ------------------ | --------------------------- | -------------------------------------------------------------------- | --------------------------- |
| Oscar 1999         | Melhor atriz                | Emily Watson                                                         | Indicado                    |
| Oscar 1999         | Melhor atriz coadjuvante    | Rachel Griffiths                                                     | Indicado                    |
| Golden Globe 1999  | Melhor atriz - drama        | Emily Watson                                                         | Indicado                    |
| BAFTA 1999         | Melhor filme britânico      | Andy Paterson, Nicolas Kent, Anand Tucker                            | Indicado                    |
| BAFTA 1999         | Melhor atriz                | Emily Watson                                                         | Indicado                    |
| BAFTA 1999         | Melhor roteiro adaptado     | Frank Cottrell Boyce                                                 | Indicado                    |
| BAFTA 1999         | Melhor som                  | Nigel Heath, Julian Slater, David Crozier, Ray Merrin, Graham Daniel | Indicado                    |
| BAFTA 1999         | Melhor banda sonora         | Barrington Pheloung                                                  | Indicado                    |
| Festival de Veneza | Melhor filme (Leão de Ouro) | Andy Paterson, Nicolas Kent, Anand Tucker                            | Indicado[carece de fontes?] |

## Elenco
| Ator/Atriz           | Personagem              |
| -------------------- | ----------------------- |
| Emile Watson         | Jackie du Pré           |
| Rachel Griffiths     | Hilary du Pré           |
| James Frain          | Daniel Barenboim        |
| David Morrissey      | Kiffer Finzi            |
| Charles Dance        | Derek Du Pré            |
| Celia Imrie          | Iris Du Pré             |
| Rupert Penry-Jones   | Piers du Pré            |
| Bill Paterson        | Professor de violoncelo |
| Auriol Evans         | Jackie jovem            |
| Keylee Jade Flanders | Hilary jovem            |
| Grace Chatto         | Teena                   |
| Nyree Dawn Porter    | Margot Fonteyn          |
| Maggie McCarthy      | Margaret                |
| Vernon Dobtcheff     | Professor Bentley       |

## Produção
Editado de forma não linear, o filme concentra-se na conturbada e complexa relação entre Jacqueline (Jackie) e Hilary, que era flautista. A relação torna-se cada vez mais problemática à medida que aumenta o brilho de Jackie no mundo da música erudita.

## Sinopse
Hilary e Jackie são irmãs instrumentistas à caça de elogios e reconhecimento na Londres dos anos 1950. Hilary é flautista de talento, porém a genialidade está em Jackie. Apegadas na infância, a rivalidade entre as duas -- inclusive no campo amoroso -- cresce no decorrer dos anos. Jackie torna-se uma estrela de fama internacional e casa-se com o famoso pianista e maestro Daniel Barenboim, enquanto Hilary recolhe-se à vida do campo, na companhia dos filhos e do marido Kiffer Finzi, com quem se casou por amor. Jackie chega a visitar Hilary e pedir para dormir com Kiffer e ter uma vida normal! Mais tarde, ela é vítima de esclerose múltipla e as duas tentam refazer os laços que tanto as uniam.